# Erwin Bauer
Erwin Bauer (ur. 17 lipca 1912 w Stuttgarcie, zm. 3 czerwca 1958 w Kolonii) − niemiecki kierowca wyścigowy Formuły 1, który wziął udział w jednym wyścigu Mistrzostw Świata, startując prywatnym samochodem Veritas.

## Kariera

### Sezon 1953
Wystartował w zaledwie jednym wyścigu Formuły 1, który miał miejsce w sezonie 1953 w barwach zespołu EMW. Brał udział w wyścigu o Grand Prix Niemiec 1953, do którego startował z 33. pozycji startowej. Ostatecznie wycofał się z wyścigu po przejechaniu zaledwie 1 okrążenia.